# Toxoramphe à tête grise
Toxorhamphus poliopterus
Espèce
Statut de conservation UICN

 LC  : Préoccupation mineure
Le Toxoramphe à tête grise (Toxorhamphus poliopterus) est une espèce de passereau de la famille des Melanocharitidae vivant en Nouvelle-Guinée.

## Description
Ce petit oiseau (13 cm) a un aspect compact avec une queue et des ailes courtes, une grosse tête et des pattes fortes. Le long bec noirâtre est légèrement courbé. La tête, le dos, les ailes et la queue sont vert olive sombre tirant sur le gris. La poitrine et le ventre sont jaune terne. Les iris sont brun foncé. Les deux sexes sont semblables.

## Habitat et répartition
Cet oiseau vit dans les lisières de forêts de montagnes et des broussailles humides dans le centre de la Nouvelle-Guinée (Chaîne Centrale et Péninsule de Doberai). L'espèce est considérée comme commune voire abondante.

## Alimentation
Cette espèce active volète dans les feuillage à la recherche d'insectes et de nectar.

## Nidification
Le nid est une poche profonde composé de matières végétales plus ou moins fraîches, retenues par des toiles d'araignées et décoré de coquilles d'œufs d'araignées, confectionné sur les jeunes branches d'un baliveau.